# النظام القرآني
النظام القرآني هو منهجٌ جديدٌ في تفسير القرآن الكريم يعتمد على إلغاء الترادف في اللغة وما يتبعهُ من اعتباطٍ، وينظرُ إلى القرآن على أنّه نظام لغوي محكمٌ مستقلٌّ بذاته لا يخضعُ لقواعد الاعتباط اللغوي. ويُظهر إعجازه الحقيقي لأوّل مرّةٍ من خلال الحل القصدي للغة. ويتكون من عدّة أجزاءٍ أولها مقدمة في المنهج اللفظي الذي يعالج النصوص.
النظام القرآني هو أن في القرآن نظامٌ محكمٌ شديد الصرامة منتشرٌ في جميع أجزائه بحيث أن اللفظ مفردةً كان أو حرفاً والترتيب أو التسلسل المعيَّنُ للألفاظ في كلِّ تركيبٍ هو جزءٌ من هذا النظام، والخطأ في تصوّر شيء منه في أي موضعٍ يؤدي إلى الخطأ في تصوّر فروعٍ كثيرةٍ متصلةٍ بذلك الموضع. فالعبارة الأصح ليست قولنا (أن في القرآن نظاماً محكماً) بل (القرآن هو بذاته نظامٌ محكمٌ).

## تعريف المنهج اللفظي
المنهج اللفظي هو منهج تحليلي لآيات القرآن العظيم يعتمد على قواعد معينةٍ تخصّه، ويعمل بطريقةٍ اعتمدها القرآن نفسه، وله غاياتٌ ومبادئٌ وطرائقٌ مختلفةٌ عن مناهج التفسير المعتادة.
وأما غاياته فهي كثيرةٌ ومتنوعةٌ، وهي بقدر غايات القرآن التي لا حصر لها. ولكن أهمّ غاياته وهو في بدء حركته هي الكشف عن نظامه الداخلي، وفتح الأبواب للمعرفة القرآنية.
ولا يمكن إعطاء تعريفٍ لهذا المنهج أو وصفه بأسطرٍ معدودةٍ، ولا يمكن كذلك تحديد غاياته. فمن طبيعة هذا المنهج أن التعريف به وتحديد غاياته وخصائصه وطريقة عمله ونتائجه تتمّ سويةً من خلال تطبيقاته التي لا حدود لها.

## مبادئ المنهج اللفظي
لهذا المنهج أسسٌ نظريةٌ تسبقُ القواعد التفصيلية هي بمثابة المبادئ الأولى له. فهي مثل البديهيات في العلوم الإسلامية الأخرى ـ اتّفق على صحتها على نحوٍ ما المؤمنون بالقرآن ـ يضعها المنهج لإثبات فرضية (النظام القرآني) وإلزام المؤمنين بالقرآن بها. وهذا لا يعني أن تلك المبادئ لا تنفع من لديه شكٌّ في أمر القرآن.. ذلك لأنها ليست ركائزَ خارجيةً مسقّطةً على هذا الكتاب لأجل إثبات وجود النظام القرآني فيه.. ولكن النظام القرآني هو أحد أهمّ الحقائق التي ستكشف عنها هذه المقدّمة عن المنهج اللفظي. وبذلك تصبح المبادئ الأولى نتائج مبرهنةً من القرآن نفسه.. وهكذا فهي تعمل إزاء متلقيها بطريقتين:
من يؤمن بها يقال له: عليك أن تؤمن بالنظام الهندسي المحكم للقرآن على ضوء تلك المبادئ وإنْ كنت لم تدرك هذا النظام قبل اليوم.
ومن لا يؤمن بها يقال له: هذا هو النظام القرآني وعليك أن تؤمن به وبتلك المبادئ التي تخصّه.
وكلُ ذلك إنّما هو احتجاجٌ لا غير فلا إكراه في الدّين كما هو معلومٌ.

### المبدأ الأول: مبدأ عدم الاختلاف في القرآن
يؤمن هذا المنهج أن القرآن يخلو من أي اختلافٍ بصفةٍ مطلقةٍ، ويندرج تحت ذلك إيمانه بانعدام التناقض الذي يؤمن به بعض علماء الدين. فالمنهج يرى أن الاختلاف أعمٌّ من التناقض، وأن انعدام الأول يعني بالضرورة انعدام الثاني لأنه جزءٌ من كلٍّ.
وهذا الإيمان الذي استفاده المنهج من القرآن له فوائدٌ كثيرةٌ في عملية مراجعة النصّ الديني العام منها إظهار التناقض عند المفسّرين والذي هو نوعٌ من الاختلاف الذي حسبوه هيّناً وهو عند الله عظيم. ومنها إن (عموم الاختلاف) كمفهومٍ وإيمان المنهج بخلو القرآن منه يطابق النصوص القرآنية، ويوافق طرائق المنهج التي تتحرّك وفق الاقترانات اللفظية في النظام القرآني. فهذا المبدأ (أي مبدأ عدم الاختلاف في القرآن) هو من المبادئ التي تخرج من القرآن وتعود إليه وتمنع الباحث من الوقوع في هاوية التفسير بالرأي. وستظهر لك فكرة هذا المبدأ بالتدريج شأنها شأن بقية المبادئ في هذا المنهج.

### المبدأ الثاني: مبدأ قصور المتلقي
يؤمن هذا المنهج أن المخلوق قاصرٌ عن الإحاطة بكلام الخالق قصوراً دائماً. ومعنى ذلك أنّه مهما بلغ من المعرفة بالقرآن فسيظلّ محتاجاً إلى النظر فيه والتفكّر في شأنه.
ولتوضيح ذلك: إن المتكلِّمَ إذا تكلّم عن شيءٍ ما فقد تكلّم ضمناً عن نفسه أيضاً، ولمّا كانت معرفة الله لا نهائية، فتبقى معرفة كلامه لا نهائية أيضاً.
وإذا كان ذلك يبدو مجرّد أمرٍ منطقيٍّ وحسب فإنّ كشف المنهج اللفظي للنظام القرآني سيجعل القارئ على ثقةٍ من صحّة هذا الأمر عملياً.

### المبدأ الثالث: مبدأ التغاير عن كلام المخلوقين
يؤمن هذا المنهج بأنّ كلام الخالق مغايرٌ لكلام المخلوقين وإنْ تشابهت بعض الألفاظ اتفاقاً.
وفائدة هذا المبدأ هي في أنّه يطبّقُ لأوّل مرّةٍ عملياً داخل منهجٍ تفسيريٍّ ليكون جزءً منه ودعامةً من دعائم حركته، وبذلك يمكنه وضع الحدود الفاصلة بين الكلام المعجز والكلام غير المعجز.

### ولهذا المبدأ ثلاثة أسسٍ هي
أولاً: إنّ اللفظ عند المخلوق له معنىً اتفاقيٌّ (اصطلاحيٌّ) جرى عليه العرف. أما في كلام الخالق فله معنىً أصليٌّ يسمّيه المنهج اللفظي (المعنى الحركي)، وهو أصل جميع المعاني.
فإذا صادف أن يكون الاستعمال الاصطلاحي في مجرى المعنى الحركي فهو جزءٌ منه، وألاّ فهو خلاف الأصل، وإذن فهو استعمالٌ مخطوءٌ وإن كان موغلاً في القدم.
والمنهج اللفظيُّ يتمكّن من معرفة المسار إلى المعنى الحركي بطريقتين، إحداهما من خلال عملية الاقتران المتعدّد، وهي موضوع هذه المقدّمة. وأمّا الطريقة الثانية فسيعلن عنها بعد حين. وسيجد هذا المنهج خلال ذلك أن كثيراً من الألفاظ القرآنية التي نزل بها القرآن لم يكن فيها شيءٌ من الاصطلاح يجري في مجراها. وهذا يعني أن مراد الله شيءٌ، وما كنّا نفهمه منها شيءٌ آخر.
ثانياً: إن العبارة القرآنية هي جزءٌ من النظام القرآني كلّه، فهي متّسقةٌ في سياقه مع العبارات الأخرى اتساقاً تاماً. مثلها في ذلك مثل الجسيم الذي يمثّل جزءً من النظام الذرّي، ومثل الكوكب في النظام الشمسي، ومثل النجم في النظام السديمي. بينما تكون العبارة التي يقولها المخلوقُ منتظمةً ضمن عباراته الأخرى انتظاماً ظاهرياً وحسب، وهي مناقضةٌ في أحايين كثيرةٍ لعباراته الأخرى.
فكلام الخالق بعضهُ من بعضٍ وبعضهُ لبعضٍ، وله شاهدٌ من نفسهِ ولا شاهد له من غيره. وهذه ضرورةٌ منطقيةٌ لكلام الإله الذي كلامه صورةٌ أخرى من صور الخَلْقِ المُنظَّم، لأنه واحدٌ. وليس معنى الواحد هو العدد المعروف، بل صفة الواحدية التي لا حدوث ولا تغاير ولا اختلاف فيها، لأنّ تلك الاختلافات هي صفة ما هو محصورٌ بالظرف الزماني  والمكاني. أمّا الخالق الواحد فهو خالق الزمان والمكان، فكلامهُ يحملُ صفةً من صفاته وهي عدم الاختلاف، وبذلك يفترق عن كلام المخلوقين.
فالمعنى الحركي لكلِّ لفظٍ هو واحدٌ لا يتغيّر بخلاف المعنى الاصطلاحي الذي يطلقه المخلوق على أشياء كثيرةٍ. وهذا يعني أن اللفظ في القرآن ـ حسب هذا المنهج ـ لا يأتي بمعانيَّ متعدّدةٍ، وإنّما يقترن ويترتّب بصورٍ مختلفةٍ مع ألفاظٍ أخرى فيحسب الناسُ أن معناه قد تغيّر فيفسّرونه بمفرداتٍ مختلفةٍ.
إنّ المنهج اللفظي سيتمكّن من إبطال هذا التفسير بطرقٍ عديدةٍ في هذه المقدّمة، ويبرهن أن هذا العمل لا يوصل إلى شيء من حقائق القرآن علاوةً على إفساده للكيان اللغوي أو تدميره.
ثالثاً: إنّ المعنى الاصطلاحي هو معنىً وصفيٌّ لظاهر الشيء. هذا إذا جرى في مجرى المعنى الأصلي وألاّ فهو وضعٌ خاطئٌ للعلاقة ما بين اللفظ والمعنى. أمّا المعنى الحركي فهو حقيقة الشيء (أي كُنه الشيء) حينما كان موجوداً بالقوّة قبل إيجاده بالفعل.
الفرق بين هذين المعنيين هو كالفرق بين اسم آلةٍ معيّنةٍ وخريطتها، فكلاهما يحملان نفس اللفظ. فالأول (اسم الآلة) هو وصفٌ ظاهريٌّ، والثاني (الخريطة) هو الآلة عينها. فالخريطة تصف الآلة وصفاً حقيقياً بحيث أن الآلة لو فُقِدتْ فإنّ الخبير يعمل مثلها على تلك الخريطة، بينما لا يقدر على ذلك لو أعطيتها اسمها وحده بفرض أن لا علم له سابقٌ بها.
ولا يدّعي المنهج اللفظيّ أنّه يقدر على معرفة المعنى الحركي نفسه، إذ هو معنىً مطلقٌ، ولكن يمكنه التمييز بين المعنيين الاصطلاحي والحركي، وكذلك يمكنه إعطاء تعريفٍ أوليٍّ أو تأسيسيٍّ للمعنى الحركي لكلّ لفظٍ يتدبّره بطريقته الخاصة.

### المبدأ الرابع: مبدأ خضوع المتلقي للنظام القرآني
يؤمن المنهج اللفظي بأنّ على الباحث الخضوع للنظام القرآني إنْ أراد التوصّل إلى معارف القرآن.
فأمّا معنى النظام القرآني فهو: أن في القرآن نظامٌ محكمٌ شديد الصرامة منتشرٌ في جميع أجزائه بحيث أن اللفظ مفردةً كان أو حرفاً والترتيب أو التسلسل المعيَّنُ للألفاظ في كلِّ تركيبٍ هو جزءٌ من هذا النظام، والخطأ في تصوّر شيء منه في أي موضعٍ يؤدي إلى الخطأ في تصوّر فروعٍ كثيرةٍ متصلةٍ بذلك الموضع. فالعبارة الأصح ليست قولنا (أن في القرآن نظاماً محكماً) بل (القرآن هو بذاته نظامٌ محكمٌ).
وأمّا معنى الخضوع فهو: أن على المتلقّي السير على ذلك النظام والتحرّك وفقه واكتشاف مسالكه وطرقه. وهذا مثلما يبحث عالِمٌ ما في أسرار الطبيعة، فهو يفسّرها بما فيها من قوانين ولا يفسّرها من تلقاء نفسه. وحينما يفترض فرضاً ما فإنّه يصحّحه على ضوء ما يكتشفُ من حقائق في هذا النظام. فمهمة عالم النبات مثلاً عند تفسيره لعمليات النسغ الصاعد والنازل والتركيب الضوئي هي ملاحظة هذه الفعاليات ثمّ ترجمتها بصياغةٍ علميةٍ. وبالتالي فهو لا يُملي على الشجرة نظرياته، بل يفسّر ظواهرها هذه ضمن قوانين الطبيعة وما فيها من نظامٍ محكمٍ. وإنْ لم يفعل ذلك وأسقط أفكاره الخاصة على نظام الشجرة فستختلط لديه الحقائق بالأباطيل ليصبح بذلك جاهلاً ليس بمقدوره أن يكتشف شيئاً من حقائق فسلجة النبات.
إنّ مبدأ الخضوع للنظام القرآني قد مكّن المنهج من اكتشاف ما أملاه علماء التفسير على القرآن من آراءٍ وما خالفوا فيه نظامه.. حتى صار لديهم أهون من الكائنات البدائية أحادية الخلية في نظر الباحث الغربي في علم الأحياء. فلم يتحرّك المفسّرون وفق القرآن ونظامه، بل جرّوا القرآن وراءهم وجعلوه مترجماً لأفكارهم.
فالخضوع للنظام القرآني في هذا المنهج لا يعني الاعتراف به وحسب، بل يعني أنّ على الباحث أن يكون تابعاً للقرآن لا أن يكون هو قائداً له.

### المبدأ الخامس: مبدأ التبيين الذاتي
يؤمن المنهج اللفظي بأنّ القرآن مبيِّنٌ لكلِّ شيءٍ ومبيِّنٌ لذاته.
فأمّا كونه تبيانٌ لكلّ شيء معلومٌ من النصّ القرآني نفسه:
(وَنَزّلنا عَلَيكَ الكِتابَ تبياناً لكلِّ شيءٍ) النحل 89
ومع ذلك فهو يطبّق قواعده على الآية ليبرهن أن المقصود بـ (كلَّ شيء) فيها هو (كلّ شيءٍ) فعلاً، وليس كما قال المفسّرون من أنه (الأمرُ المُشكلُ) من أمور الدين.
وأمّا كونه مبيِّنٌ لذاته فيعتمد على ثلاثة أسسٍ هي:
الأساس الأول: إن القرآن هو (نظامٌ محكمٌ). ومعلومٌ أن كلَّ نظامٍ محكمٍ مبيِّنٌ لنفسه من خلال النظام نفسه. فكلّ جزءٍ من هذا النظام هو في حقيقته وصفٌ لطبيعته ولعلاقته بالأجزاء الأخرى منه. وهكذا فالنظامُ (أي نظامٍ) كاشفٌ عن نفسه لا محالة، وبخلافه فلا يمكن وصفه بالانتظام فضلاً عن وصفه بأنه نظامٌ محكمٌ. إن إثباتَ كون القرآن نظاماٌ محكماً هو الموضوع المحوري لهذه المقدمة عن المنهج اللفظي.
الأساس الثاني: وردت في النصوص القرآنية صفةُ التبيين على ثلاثة مستوياتٍ:
الأول منها: أنّه (تبيانٌ لكلّ شيء) كما مرّ سابقاً.
والمستوى الثاني: أنّه (قرآنٌ مبينٌ) أي مبينٌ بنفسه.
وأما المستوى الثالث: وهو على مستوى الآيات (آياتٌ بيِّناتٌ) أي بنفسها، وبالبناء للمجهول (آياتٌ مُبَيَّناتٌ «بالفتح») بنفسها مرّة وبغيرها من الآيات مرة أخرى، و (آياتٌ مُبَيِّناتٌ «بالكسر») لنفسها مرة ولغيرها من الآيات مرة أخرى.
وكلّ تلك المستويات سواء على مستوى القرآن أو على مستوى آياته تدلّ على سريان النظام المحكم في جميع الأجزاء. فلو كان غير مبيِّنٍ لذاته لفقد القدرة على تبيين غيره، وإذا كان عاجزاً عن تبيين ذاته كان عن تبيين غيره أعجز.
الأساس الثالث: إن الملّة المسلمة قد أجمعت وأقرّت للقرآن اتصافه بصفتين كان قد وصف هو بهما نفسه. الأولى أنّه كتابٌ للهداية والثانية أنّه كتابٌ مُعجِزٌ.
واجتماع الصفتين يحتّمُ أن يكون مبيِّناً لذاته، بل انفراد كلٍّ منهما يحتّم ذلك. إذ لو كان مُبهماً لفقد القدرة على الهداية، فلا بدّ أن يكون (مبيِّناً) وآياته (بيّنات). وإذا لم يكن مبيّناً لذاته كان خلواً من أي نظامٍ فيسقط الإعجاز إذ أن فاقد النظام لا يكون مُعجِزاً.
فمثله مثل النور يمكنك أن ترى به الأشياء، فهو مرئيٌّ بذاته فلا يحتاج إلى وسيلةٍ لرؤيته، فكذلك القرآن فإنّه (مبين) بذاته:
(ولكنْ جعلناهُ نوراً نهدي بهِ منْ نشاءُ مِنْ عِبادنا) الشورى 52
من أجل ذلك أكّد النصّ النبوي على ضرورة إتّباع القرآن، مثلما أكّد على ضرورة جعله (بين) أيدينا أي قائداً، لا جعله (خلف) أو (وراء) ظهورنا فيصبح مُقاداً. ذلك أن من جعل النور خلفه اشتدّت الظلمة بين يديه، ومن جعله بين يديه سار على هداه.

### المبدأ السادس: مبدأ العلو والشمول والحاكمية والامتناع
يؤمن هذا المنهج بأنّ القرآن ممتنعٌ عن قبول أي علمٍ أو معرفةٍ غير علمِه هو، فهو متعالٍ على كلّ علمٍ آخر لأنه كلام الله الذي (أنزله بعلمه). فهو حاكمٌ على كلّ علمٍ غير محكومٍ بأيِّ علمٍ.

### أ. حُكمُهُ على اللغة
فـ (التبيين الذاتي) و (المعنى الحركي) و (النظام المُحكم) ثلاث خصائصٍ اجتمعت في القرآن فجعلته قادراً على شرح اللغة ومعانيها حاكماً على قواعدها غير محكومٍ بها.
ويدلّ على ذلك الحديث النبوي (القرآن يُفسّرُ كلّ لسانٍ ولا يفسّره لسانٌ). وكذلك تدلّ عليه نصوصٌ أخرى عدا ما ستراه عملياً عند تطبيقات هذا المنهج.

### ب. حُكمُهُ على العقائد
فإذا كانت في ذهن الباحث عقيدةٌ ما يؤمن بها مسبقاً أو قضيةٌ ما يصدّق بها سلفاً وأراد البرهنة على صحّة أيٍّ منهما من القرآن جاعلاً منه سنداً مؤيّداً لتلك العقيدة أو القضية ولم يجعله حاكماً على صحتهما أو سقمهما فقد افترى إثماً مبيناً ولو كان مصيباً اتفاقاً، لأنَّه بتكرار نفس هذا العمل في عقائدَ وقضايا مختلفةٍ لا يمكن له أن يكون مصيباً فيها جميعاً مصادفةً، وعليه فلا بدّ أن يقع في خطأ ما يجرّه حتماً إلى سلسلةٍ لا حدود لها من الأخطاء.
ولكنه لو جعل القرآن إماماً وحاكماً بكشفه لكلّ قضيةٍ من خلال النظام الداخلي له فقد تدبّره كما أمر الله تعالى، وحينها فله أجرٌ وإن أخطأ مصادفةً، لأنَّه بتكرار العمل وفق النظام المحكم للقرآن لا بدّ له من اكتشاف الخطأ ومن ثمّ التراجع عنه، بل يمكن الجزم بأنه لن يخطأ قط ما دام مسلِّماً قِيادهُ للقرآن، حيث أن النظام القرآني سيعصمه عن الخطأ فيما يمكنه اكتشافه من خلاله، فهذا يسير على هدىً منه. بينما يقوم نفس هذا النظام بإيقاع الباحث الذي لا يقرّ بحاكميته في الخطأ والتناقض، وبذلك سيجعله في الضلال المبين.
وخلاصة هذا المبدأ هي في: أن أمرَ البحث في القرآن باعتباره نظاماً محكماً منوطٌ بقلب الباحث علاوةً على عقله. فمعارفُهُ محفوظةٌ ومحروسةٌ ذاتياً من داخله ولا يحصل عليها إلاّ من سَلِمتْ سريرتهُ وصَفا قلبُهُ وكتمَ علمُهُ عن غير مستحقّهِ. ويدلّ على المسألتين (أي النظام المُحكمُ يعملُ هادياً ومضلاًّ في آن واحدٍ) قوله تعالى:
(أأعجميٌّ وعربيٌّ قلْ هوَ للذين آمنوا هُدىً وشِفاءٌ والذين لا يؤمنون في آذانهم وَقرٌ وهو عليهمُ عَمى) فصّلت 44
وكما ترى أيّها القارئ الكريم فإن هذا المبدأ قد أعطاك تفسيراً جديداً للهدى والضلال وعلاقتهما بالقرآن، وكذلك أعطاك تفسيراً جديداً للحفظ كما في قوله تعالى:
(بـلْ هوَ قرآنٌ مجيد+ في لوحٍ محفوظٍ) البروج 21.
وأيضاً أعطاك تفسيراً آخرَ للنص النبوي (من اجتهدَ فأخطأ فلَهُ حسنةٌ ومن اجتهدَ فأصاب فلهُ حسنتان)، إذ ليس المقصود بالمخطئ هنا إلاّ ذلك المخطئ خلال البحث خطئاً مؤقتاً سيتراجع عنه بعد قليلٍ متتبعاً للنظام القرآني وسائراً على خطواته غير معلنٍ عن شيءٍ من النتائج التي يشكّ بها لأحدٍ من الناس.

### ج. حُكمُهُ على العلم
إنّ جميع العلوم التي تؤخذ من خارج الوحي هي علومٌ استقرائيةٌ وتجريبيةٌ لا تصِلُ إلى حدِّ اليقين، لأنها علومٌ تكشف عن الظواهر الطبيعية وعلاقاتها الظاهرية. أمّا القرآن فهو علمٌ كلّيٌّ شاملٌ ويقينيٌّ، فهو حاكمٌ على العلوم غيرُ محكومٍ بها.
وهو شاملٌ من ثلاثةٍ أنحاءٍ أساسيةٍ: شاملٌ أولاً للظواهر كلّها في آنٍ واحدٍ في كلّ تركيبٍ وكلّ آيةٍ على انفرادٍ، وذلك لأنّ الآية الواحدة داخلةٌ كجزءٍ من نظامه الكلّي في الإشارة إلى جميع الظواهر والحقائق من خلال التشابك اللفظي والاقتران المستمر إلى ما لا نهاية له من الاحتمالات كما سيتوضح لك مستقبلاً.ً
وثانياً هو شاملٌ للمكان من حيث أنّه يعبّرُ عن حقيقة أي شيء في أي موضعٍ من الكون.
وثالثاً هو شاملٌ للزمان، إذ تكون الحقائق مطابقةً للنظام القرآني في جميع أدوارها وأزمانها. فهو يوحّد الرؤية الصحيحة للأشياء ويمكِّن من إعطاء تفسيرٍ موحّدٍ لها. وهذا أمرٌ قد سعى إليه طويلاً العلم الحديث ولا زال يسعى ولكن دون جدوى.
فهذا المبدأ يحتّم على الباحث الإعلان عن النظام القرآني لتوجيه الأنظار إليه ولقطع الطريق على محاولات الاستدلال على القرآن عن طريق العلم، ويؤكّد بدلاً من ذلك على ضرورة القيام بعملٍ معكوسٍ وهو عرض العلوم كلّها على النظام القرآني ليقوم بتهذيبها وجمعها وإزالة التناقض فيما بينها.

### د. حُكمُهُ على السُنَّة
يؤمن هذا المنهج (وذلك بعد كشفه عن النظام القرآني) بوجوب عرض السنّة على القران، وتنفيذ النصوص التي أكّدت على ذلك من السنّة ذاتها كقولهم (عليهم السلام): (يُعرضُ الحديثُ على كتاب الله فما وافقه فيؤخذُ به وما خالفهُ فيُضرَبُ به عرض الحائط). وهي نصوصٌ معطَّلةٌ للأسف بسبب ما تعارف عليه العلماءُ من أن السنّة تفسّر القرآن، بينما تؤكّد النصوص على ضرورة جعل القرآن حاكماً عليها ومصحّحاً لمتونها.
ولذلك فإنّ المنهج اللفظي يعتبر المنهج التفسيري المسمّى بـ (تفسير القرآن بالسنّة) منهجاً باطلاً.
ويوضّح ذلك بثلاث نقاطٍ:
الأولى: إن السنة المفسّرة للقرآن ما هي إلاّ مفاتيح تُعينُ المتدبّر للقرآن وليست هي التدبّر، وهي بمثابة علامات ودلالات تمكّن الباحث من التأكّد من صحّة نتائج التدبّر وتُضيفُ له بعداً آخرَ أو تفتح له طريقاً آخرَ للتدبّر. فهي نصوصٌ لا تفسّر القرآن وإنّما تشير إلى أبواب تفسيره.
ولذلك فإن الجهل بالنظام القرآني يجعل منها مفاتيح لا نفعَ فيها، بل ستكون وبالاً على من يحاول استعمالها، لأنّ السنّة يحكمُها نظامٌ لفظيٌّ كالنظام القرآني (مع اختلافٍ جوهريٍّ نذكره في موضعه). فهي من هذه الجهة مشابهةٌ للقرآن في كونها غيرُ مختلفةٍ ولا متناقضةٍ، والجهل بنظامه ونظامها يجعل الأخطاء مركّبةً ومتراكبة.
الثانية: إنّهم قد اجمعوا على أن السنّة يتطرّق إليها الشكُّ في النصّ نفسه وفي سنده. وأمّا القرآن فلا شكّ في نسبته لله تعالى ولا شكّ في آياته وألفاظه .. فكيف يكون ما فيه شكٌّ ويحتاجُ إلى تنقيحٍ أو (تعديلٍ وجُرحٍ) مفسّراً وشارحاً لما ليس فيه شكٌّ؟!
فإرجاع الأمور إلى مواضعها يستدعي إمّا اعترافُهم بالنظام القرآني وبالتالي فساد هذا المنهج التفسيري المتّكل على السنّة، وهو أسلمُ الأمرين، أو صحّة تفسير القرآن بالسنّة وبالتالي إنكار إعجازه واعتباره دون قول البشر. وفيه ما فيه عدا مخالفته للنصوص الآمرة بعرض السنّة على القرآن.
الثالثة: إنّ الجهل بالنظام القرآني استدعى معاملة القرآن على أنّه مثل كلام الخَلْق لا فرق بينهما. وهذا ما أدّى إلى تعسّفٍ في تفسير القرآن كان نصيب السنّة منه أعظمُ. ولكن بعد كشف النظام القرآني فالواجب انعكاس الأمر لأنّ ما كان له نظامٌ أو نصّه ثابتٌ ومؤكّدٌ يكون حاكماً ومصحّحاً لما كان له نظامٌ ونصّه مشكوكٌ أو متردّدٌ فيه.
ومن منطلق هذا الفهم تقع الأمور على مواقعها الصحيحة، فكما كان القرآن شاهداً للنبيّ على نبوّته، فكذلك هو شاهدٌ على صحّة سُنّتهِ ونظام أقواله وأفعاله.

## اصطلاحات المنهج اللفظي
نؤكّد في البدء على عدم إيماننا بكثرة الاصطلاحات أو ضرورة استخدامها دوماً. لكننا وضعنا خلال البحث مفرداتٍ للدلالة والتميّز لا أكثر ثمّ تركناها لفهمنا ما وضِعت لأجله مباشرةً، وكذلك لأنّ التفاصيل أوسع وأكبر من إمكانية حصرها بقوانين واصطلاحات.
غير أنّه لغرض وضع تلك الأبحاث في متناول القرّاء ولتجنّب إعادة الشروح المتعلّقة بنفس القواعد نعود لاستخدامها لهذا الغرض وحده وبإمكان أي باحثٍ آخر اختيار سواها، فهي ليست مما نزّل به سلطان. كما نوصي بضرورة الاستغناء عنها عند اكتمال قدرة القارئ على البحث المباشر وانتهاء فترة التدريب، وفيما يأتي بعض الاصطلاحات التي وضعناها مؤثرين استخدامها نفسها لتفاؤلنا بها وهي:

### أ. اللفظ
ويقصد به اللفظ الواحد لا المادة اللغوية وحسب. فكل اشتقاقٍ من مادةٍ ما هو في المنهج اللفظي لفظٌ مستقلٌّ بحدِّ ذاته. فالمفرد مثلاً يختلف عن الجمع.. وهكذا. هذا في المرحلة الأولى، أما في المرحلة المتطورة فكلّ محلٍ إعرابيٍّ هو لفظٌ مستقلٌ أيضاً. فالألفاظ الآتية مثلاً يعتبرها المنهج اللفظي ألفاظاً مستقلّةً في المعنى والوظيفة: كفّار، أولئك، لولا، يوماً، قل، كافرون، أرأيت، أمّاذا، الظالم، آمنت، الظالمين… وهكذا.
وهذا التفريقُ بين الألفاظ هو الأساس في العمليات البحثية للمنهج اللفظي وفوائده لا تحصى كثرةً، وكتصوّرٍ للأمر على وجه السرعة فهناك إشارةٌ في مصطلح (المحور) تأتي عن قريب.

### ب. المركّب
يُقصدُ به اقتران لفظين أو أكثر سوياً لتكوين عبارةٍ أو مقطعٍ قرآني معيّنٍ، ولا يشترط في المركب أن يكون آيةً كاملةً أو جملةً تامة المعنى مثل: ذلك الفوز العظيم، والسماء ذات، بئس القوم، وحاق بهم، وقالوا لولا، فضل الله.. الخ.
ينفع هذا المصطلح في البحث عن الآيات التي تتضمّن نفس المركب مثل (والسماء ذات الحبُك)، (والسماء ذات البروج) حيث اشتركت العبارتان بمركّبٍ واحدٍ هو (والسماء ذات). ومرد ذلك عند المنهج هو أن كلّ لفظٍ وضع عن قصدٍ في موضعه مقترناً بلفظٍ آخر، وعند عودته للظهور في سياقٍ آخر فيرى المنهج وجود علاقة بينهما في الموضعين. وبهذه الطريقة اكتشف المنهج حقائق كثيرةً، وأدرك وجود النظام الصارم في القرآن الذي يمثّل حقيقة الإعجاز القرآني. فمثلاً إن الآيات التي تضمنت المركب نفسه (فضل الله) كانت تتحدّث عن نفس الشخوص وعن نفس الخصائص لهؤلاء الشخوص، بل وفي نفس الحقبة التاريخية. وهذا المركّب هو عند المنهج اللفظي مختلفٌ بالطبع عن المركبات الأخرى التي تشبهه مثل (فضلاً من ربّكم) و (فضل ربّي).

### ج. التركيب
ويُقصد به الجملة التامة المعنى ولا يٌشترط أن يكون آيةً كاملةً، بل قد يكون شطر آيةٍ أو آيةٍ وشطرٍ أو آيتين مثل: [أإلهٌ مع الله]، [فبأيِّ آلاء ربّكما تكذّبان]، [إنّهم منْ إفكِهِم لَيقولون + ولَدَ اللهُ وإنّهم لكاذبون]. فالتركيب الأول شطر آيةٍ والثاني آيةٌ كاملةٌ والثالث آيتان.
استخدمنا هذا المصطلح لدراسة العبارة القرآنية التامة المعنى لأغراضٍ شتى منها إبطال قواعد النحويين وتأويلات المفسّرين، وكذلك استخدمناه لملاحقة المركّبات والألفاظ في التراكيب المختلفة، وأيضاً في دراسة المثاني العامة في القرآن.

### د. الرباط
يُقصد به اللفظ أو المركب الذي حافظ على صورته اشتقاقاً وإعراباً ودخل في تركيبين منفصلين. ويتألف الرباطُ من أنطقةٍ عددها مساوٍ لعدد الألفاظ المشتركة. فالأنطقة قد تمرّ بأكثر من رباطٍ خلال النسيج القرآني. فمثلاً هناك رباطٌ بنطاقين بين آية النبأ وآية صاد:
(إنَّ جهنّم كانتْ مرْصادا +  للطاغين مآبا) النبأ 21
(هذا وإنّ للطاغين لشّر مآب +  جهنّم يصلونها) ص 55
فالرباط في الآيتين مؤلّفٌ من نطاقين هما: (جهنّمَ) بالنصب، و (للطاغين). وكلاهما بنفس الصورة في كليهما.
أمّا (مآب) و (مآبا) فهذان اللفظان هما مركز أو نقطة شدّ هذه الأنطقة ويسميها المنهج بـ (المشدّ)، وهو دوماً مختلفٌ إعراباً داخل النطاق.
وينفع هذا المصطلح في الكشف عن بعض المقاصد القرآنية والحقائق المتصلة مع بعضها في مختلف المواضع.
ففي المثال المارّ اكتشف المنهج أنّ (جهنّمَ) في الترتيب الزمني والتطوري لمراحل العذاب هي آخرها زمنياً بالفعل، وهي أعلى هذه المراحل درجةً. حيث وجد من اقتران (الطغيان) بـ (الكفر ومراتبه) أنّ الطغيان هو أعلى مراتب الكفر، فتشترك هنا عشرات الآيات القرآنية، مما يؤدّي إلى تغيِّرٍ في كثيرٍ من المفاهيم المسلّم بها سابقاً.
وإذن فالنطاق نفسه يمرّ بعددٍ كبيرٍ من الأربطة، مثلما يُحتملُ ألاَّ يمرّ إلاّ برباطين أو يكون منفرداً.

### هـ. الاقتران
يُقصد بالاقتران مجيء ألفاظ بعينها في التراكيب المختلفة في مواضع متباينة أو مجيء مركبات في تراكيب.
ولا يشترط في الاقتران ثبات نفس التسلسل للمفردات إذا كان المقترن مركّب من المركبات. وبذلك تتهاوى نظرية النظم للجرجاني والتي تمَّ تفنيدها في كتابينا اللغة الموحدة والحل القصدي.
مثلاً: تكرار ذِكر مفردة (القلب) مع مفردة (الكفر) في صيغٍ إعرابيةٍ مختلفةٍ يعدُّ في هذا المنهج اقتراناً لفظياً. وكذلك تكرار ذِكر (العقل) مع (الشرك)، فهذا يعدُّ اقتراناً لفظياً بين ذكر العقل والشرك.
ويفيد هذا الاقتران في الكشف عن حقائق جديدة في كلّ القرآن وعلى مختلف المستويات ويعدُّ أساساً لعملِ المنهج.
إنّ اقتران الألفاظ مع بعضها مباشرةً في النسيج القرآني يسميه المنهج «اقترانات الطبقة السطحية الأولى».
أمّا اللفظ المقترن باثنين من المركبات ليس بينها علاقة أو اقتران لفظي إلاّ بوساطة هذا اللفظ فهو نفسه الرباط وأنطقته. لكن الاقتران أوسع مفهوماً وعملاً. فإذا كان اللفظ المذكور يتّصل بالعبارتين من خلال اتصاله بأحد ألفاظيهما في موضعٍ آخر، فهذا الاتصال هو اقتران أيضاً ولكنه في «الطبقة السطحية الثانية».
إن عمل المنهج هو في الطبقة السطحية الأولى فقط، وإذا تراءت له أحياناً ظلالٌ للطبقة الثانية فإنّه لا يعمل فيها، ولا يحاول لأنه منشغلٌ بالاحتمالات غير المتناهية في الطبقة الأولى.

### و. الشعاع
هو أبسط أنواع الاقتران المنفصل في الطبقة الأولى، ويشير إلى العلاقة بين لفظين اقترن كلٌّ منهما مباشرةً بلفظٍ أو مركّبٍ، ولم يتّصلا مع بعضهما في كل القرآن في أي موضعٍ مثل: (والسماء ذات/البروج) و (السماء ذات/الحبك) (السماء ذات/الرجع). فالبروج والحبك والرجع هي ألفاظٌ مرتبطةٌ بشعاعٍ مع بعضها البعض. وتفيد معرفة الشعاع حالياً في (تخمين) وجود علاقة بين الآيات والسور والوقائع والمفاهيم، والتنبيه إلى مواضع الأربطة بأخذ عنوان بحثي عنها. أمّا الشعاع نفسه فيظلُّ غيرُ مقطوعٍ بشأنه حتى انكشاف الاقتران في الطبقة الثانية وهو أمرٌ بعيدُ المنال.

### ز. المحور
إذا اقترن لفظٌ أو مركّبٌ بعددٍ من التراكيب ثلاث مراتٍ أو أكثر محافظاً على وضعه الاشتقاقي والإعرابي سويةً سمّاه المنهج محوراً للتراكيب الثلاثة أو ما هو أكثر. مثل لفظ (رجال) بالرفع في هذه التراكيب:
[رجالٌ لا تُلهيهم تجارةٌ ولا بيعٌ عن ذكر الله] النور 37
[رجالٌ صدقوا ما عاهدوا الله عليه] الأحزاب 23
[رجالٌ يعرفون كلاًّ بسيماهم ] الأعراف 46
[رجالٌ يحبّون أن يتطهّروا ] التوبة 108
[ ولولا رجالٌ مؤمنون  ] الفتح 25
فهذا اللفظ (رجالٌ) يعدّه المنهج محوراً، وهو بحسب قواعده يعني نفس الشخوص في النظام القرآني.
وتفيد معرفة المحاور في رصد العلاقات بين الآيات وتوسيع دائرة الاقتران ووضع التسلسل الزمني للحوادث إلى منافع أخرى كثيرة جداً.

### ح. الفارز
إذا تكرّر استخدام مركّب معيّن مثل (الذين آمنوا) واقترن به في بعض المواضع مركب آخر مثل (وعملوا الصالحات) سمّى المنهج اللفظي المركب الثاني بـ (الفارز). حيث يحدّد المركّب الثاني مجموعة أصغر ضمن مجموعة أكبر.
يستعمل المنهج هذا المصطلح لمعرفة التفاصيل في مختلف العقائد والتكوينات والفئات من خلال تحديد المجموعات.
ففي المثال السابق لاحظ الآيات:
[يا أيها الذين آمنوا إذا تناجيتم فلا تتناجوا بالإثم والعدوان ومعصية الرسول] المجادلة 9
[يا أيها الذين آمنوا لا تخونوا الله والرسول وتخونوا أماناتكم] الأنفال 27
كما تلاحظ قوله تعالى:
[ إنّ الذين آمنوا وعملوا الصالحات أولئك هم خيرُ البرية]  البينة 7
إذن فـ (الذين آمنوا) هم مجموعة كبرى و (الذين آمنوا وعملوا الصالحات) هم مجموعة صغرى، لأنَّه لو كانوا نفس المجموعة فإن (خير البرية) لا يتآمرون على معصية الرسول ولا يخونون الأمانة، فتمّ الفرز بين المجموعتين بمركّبٍ فارزٍ هو: (وعملوا الصالحات).
يستعمل المنهج اللفظي مصطلح الفارز أيضاً في إبطال دعاوى التناقض في القرآن والرد على الملاحدة وإظهار الإعجاز القرآني وكذلك يستعمله لأجل إبطال أجوبة وردود العلماء المسلمين الخاطئة على تلك الدعاوى.

### ط. الترتيب
يُقصد به في هذا المنهج التسلسل الذي عليه الألفاظ في تركيبٍ معيّنٍ أو في مركبٍ ما. ففي القرآن يكون هذا التسلسل مقصوداً ولا يؤدي المعنى التام سواه.

### ي. المعنى التام
يُريد به المنهج المعنى الكلّي للجملة التامة (التركيب)، فهو معنىً خاصٌ بالجملة لا اللفظ. والمعنى التام لا يُدرك، ولكن تُدرك أجزاءٌ منه بحسب قوّة الكشف للاقترانات المتصلة والمنفصلة وعدد الطبقات. يُستعمل هذا الاصطلاح لشرح قواعد المنهج وبيان بعض مناحي الإعجاز.

### ك. المعنى الذهني
ويقصد به المنهج المعنى المتبادر للذهن عند استلام لفظ أو تركيب معيّن سماعاً أو قراءةً، ويعتبره المنهج معنىً نسبياً متقلباً في المكان والزمان والأشخاص.

### ل. المعنى الأصلي
يُقصد به في هذا المنهج المعنى الذي لا يوصف إلاَّ بجملةٍ طويلةٍ من المفردات لأجل شرح مفردةٍ ما بحيث يكون هذا الشرح جامعاً لكلِّ الاستعمالات الصحيحة (نسبياً)، ويقوم بتصحيح الاستعمالات المعجمية أيضاً.
يعثر المنهج اللفظي على المعنى الأصلي من خلال الاقتران في النظام القرآني وعلى ضوئه يتمكّن من تصحيح المعاجم ومعرفة الاستعمال الصحيح من غيره.

### م. المعنى الحركي
يقصد المنهج به المعنى ما قبل الأصلي الذي يطابق حقيقة وجوهر المسمى في حركته الأولى في الوجود، وهو المعنى الذي يصف المسمى وصفاً حقيقياً شاملاً.
مثالٌ توضيحي:
لتوضيح المعاني الثلاث السابقة نورد المثال الآتي:
فلفظ (تراب) مثلاً له ثلاثُ معانٍ هي:
المعنى الذهني: وهو المعنى المتبادر، وهو متغيّرٌ دوماً وينطوي على استعمالات مجازيةٍ في كلام المخلوقين كما في قولهم (وجدته تراباً) أي لشحوبه إن كان المقصود به رجلاً أو لتهشمه إلى قطعٍ ناعمةٍ إن كان المقصود بهذا القول شيئاً من زجاجٍ مثلاً.
المعنى الأصلي: إن المقصود بالتراب وفق هذا المعنى: (الأجزاء والقطع الدقيقة المتشابهة والتي إذا اجتمعت انبثقت منها حركة ممكنة).. وهذا المعنى ممكن إطلاقه على أي شيء يتصف بهذا الوصف وليس فقط على التراب المعروف.
المعنى الحركي: هذا المعنى يصف حقيقة كل جزء ودقيقة فيه (أي التراب) وصفاً جوهرياً داخلياً يطابق تكوينها .
وإذن فالمعنى الذهني هو جزءٌ من المعنى الأصلي اللغوي، والمعنى الأصلي في اللغة هو جزءٌ من المعنى الحركي.
ولمّا كان القرآن لا يستعمل إلاَّ المعنى الحركي فإنَّ شرح ألفاظه عن طريق المعنى الذهني الاصطلاحي المتغيّر يجعل القرآن متناقضاً ويُفقد نظامَه المحكم. ولهذا السبب (أي المعنى الحركي) قلنا أن المعنى التام للعبارة القرآنية الكاملة هو شيءٌ لا يُدرك، وإنّما تُدرك أجزاءٌ منه عن طريق الاقتران.
فنحن في هذا المنهج نريد تجاوز التفسير الاعتباطي القائم على المعنى الذهني في محاولةٍ للكشف عن جزءٍ من المعاني الحركية.
إنّ ما يمكن إدراكه من خلال هذا المنهج هو المعنى الأصلي الذي يعطي ظلالاً للمعنى الحركي وهو كافٍ لمعرفة كثيرٍ من الحقائق وتصحيح الفكر الديني واللغة وقواعدها.

## قواعد المنهج اللفظي

### القاعدة الأولى: في إبطال المترادفات
لا يجوزُ تفسيرُ أو شرحُ (مفردةٍ) أو لفظٍ بمفردةٍ أو لفظٍ آخر بحجّةِ التقاربِ بينهما في المعنى
ولهذه القاعدة فروع:
الفرع الأول : قيد اللفظ أو المعنى
لا يمكن أن يؤدي المعنى المحدّد المقصود للقائل إلاَّ لفظاً واحداً أو ترتيباً واحداً
الفرع الثاني : قيود صيغ الحروف
جميع الحروف في هذا المنهج هي ألفاظٌ تنطبقُ عليها جميع قواعد المنهج
الفرع الثالث : قيود صيغ الأفعال
يجب التقيّد بصيغة اللفظ إذا كان من الأفعال مثل الماضي للماضي والحاضر للحاضر، ولا يجوز تقدير غيره كما يجب التقيّد بترابط الفعل مع موضوعه ويشمل ذلك الأفعال الناقصة بلا فرق
الفرع الرابع : قيود صيغ الأسماء والصفات
يجب التقيّد بصيغة الاسم والصفة أينما وردت في القرآن من التعريف بأنواعه والتنكير والجمع والإفراد والتثنية ويشمل ذلك أسماء الإشارة بلا فرق
الفرع الخامس : قيود الصيغ الأخرى
يجب التقيّد بصيغة اللفظ إن لم يكن فعلاً ولا اسماً ولا حرفاً مما اصطلح عليه النحويون بنفس القيود

### القاعدة الثانية: في إبطال تعدد المعاني للفظ الواحد

#### (قيود المعنى في التراكيب)
لا يجوز تغيير معنى اللفظ عند تغيّر موقعه في التراكيب التي يرد فيها

### القاعدة الثالثة: في إبطال التقديرات المتنوعة للمركبات والألفاظ في التراكيب

#### (قيود مواقع المركَّبات والألفاظ في التراكيب)
لا يجوز تقدير مركّب أو لفظ لا وجود له بحجّة أنه محذوفٌ جوازاً كما لا يجوز حذف مركّب أو لفظ بحجّة أنّه زائدٌ أو مزيد أو مقحمٌ ، ويُعدُّ هذا العمل لتحصيل المعنى التام للتركيب باطلاً في هذا المنهج

### القاعدة الرابعة: في إبطال التقديرات العشوائية للترتيب العام للجملة

#### (قيود ترتيب الألفاظ والمركبات في التراكيب)
لا يجوز تقدير ترتيب آخر للمركبات في التراكيب ولا للألفاظ فيهما بديلاً عن الترتيب القرآني لتحصيل المعنى العام، ويُعدُّ المعنى المتحصّل من الترتيب المفترض باطلاً وفق هذا المنهج

### القاعدة الخامسة: في إبطال المجازات
لا يجوز للباحث الاعتقاد بوجود مجاز في القرآن بكافة أقسامه ويعدّ شرح التراكيب بهذه الطريقة عملاً باطلاً
  ولهذه القاعدة فروع:
الفرع الأول : في إبطال التشبيه الاستعاري
لا يجوز للباحث في هذا المنهج الاعتقاد بوجود تشبيهٍ استعاريٍّ في القرآن
الفرع الثاني : في إبطال الكناية
لا يجوز الاعتقاد بوجود كناية في القرآن ويتوجّب على الباحث معرفة حقيقة معنى اللفظ المستعمل في الكناية المزعومة
الفرع الثالث : في إبطال الإيجاز والإطناب
لا يجوز في هذا المنهج الاعتقاد بوجود موارد فيها إيجاز وأخرى فيها إطناب في القرآن في أي موضع منه

### القاعدة السادسة: في إبطال تعدّد القراءات
لا يجوز للباحث في هذا المنهج الاعتقاد بصحة جميع القراءات للفظ الواحد ويتوجّب عليه الاخذ بالقراءة التي تطابق النظام القرآني ولو كانت شاذة. وعند غياب القراءة المطابقة للنظام يجب التوقّف أو المرور من طريق آخر أو الترك.

## وصلات خارجية
محاضرة لعالم سبيط النيلي بعنوان (الحل القصدي في مواجهة الاعتباطية)